# キングコング2
『キングコング2』（キングコングツー）は、1986年のアメリカ合衆国のモンスター・アドベンチャー映画。監督はジョン・ギラーミン、出演はリンダ・ハミルトンとブライアン・カーウィンなど。映画『キングコング』の1976年版リメイクの続編である。原題は『King Kong Lives』だが、日本およびスペイン、イタリアでは『キングコング2』のタイトルで公開された。

## ストーリー
キングコングはワールドトレードセンターから転落しジョージア州アトランティック大学研究所にて10年間昏睡状態となっていた。エイミー博士率いるスタッフは、蘇生を試みるため、人工心臓を作り心臓移植を計画するが、そのためには大量の輸血が必要だった。ボルネオ島に住むミッチェルという男からジャングルで捕らえた雌のコング、レディコングを売ってもらうことにより輸血が可能となり心臓移植は成功するが、レディコングの悲鳴を聞いたキングコングは暴れ出し、レディコングとともに山へと姿を消す。

## キャスト
| 役名                                 | 俳優                       | 日本語吹き替え | 日本語吹き替え |
| 役名                                 | 俳優                       | 劇場公開版 | テレビ朝日版 |
| ------------------------------------ | -------------------------- | --- | --- |
| エイミー・フランクリン               | リンダ・ハミルトン         | 鈴木弘子 | 小山茉美 |
| ハンク・ミッチェル                   | ブライアン・カーウィン     | 佐々木功 | 池田秀一 |
| アーチー・ネヴィット中佐             | ジョン・アシュトン         | 内海賢二 | 坂口芳貞 |
| アンドリュー・インガーソル博士       | ピーター・マイケル・ゴーツ | 大平透 | 前田昌明 |
| ベンソン・ヒューズ博士               | フランク・マラデン         | 北村弘一 | 納谷六朗 |
| ピート                               | ジミー・レイ・ウィークス   | 村山明 | 大塚芳忠 |
| ヴァンス                             | マイケル・フォレスト       | | 峰恵研 |
| クルー                               | マルク・クレマン           | | 伊井篤史 |
| ハンター 老人                        | レオン・リッピー           | 槐柳二 | 清川元夢 |
| ドワン（回想シーン）                 | ジェシカ・ラング           | 戸田恵子 | |
| ジャック・プレスコット（回想シーン） | ジェフ・ブリッジス         | | |
| 日本語版その他出演                   |                            | 飯塚昭三 幹本雄之 仲木隆司 高木早苗 石井敏郎 岡和男 堀越真己 鈴木勝美 滝田絵子 稲葉実 城山知馨夫 加藤正之 藤城裕士 目黒裕一 富田晃 牧章子 | 平林尚三 沢木郁也 井上和彦 堀内賢雄 古田信幸 関俊彦 塚田正昭 喜多川拓郎 関和男 大塚明夫 滝沢ロコ 井上喜久子 岡のり子 |
| 日本語版制作スタッフ                 |                            | | |
| プロデューサー                       |                            | 森井清 （松竹富士株式会社） | 圓井一夫 （テレビ朝日）                                                                                              |
| 演出                                 |                            | 春日正伸 | 福永莞爾 |
| 翻訳                                 |                            | 進藤光太 | 木原たけし |
| 効果                                 |                            | | リレーション |
| 編集                                 |                            | 橋本誠二 | |
| 調整                                 |                            | 井上秀司 | 荒井孝 |
| 録音                                 |                            | 東京テレビセンター | |
| 現像                                 |                            | IMAGICA | |
| 制作                                 |                            | 佐々木編集室 （S.E.R.） | 東北新社 |
| 配給                                 |                            | 松竹富士株式会社 | 松竹富士株式会社 |
| 解説                                 |                            | | 淀川長治 |
| 初回放送 ソフト収録                  |                            | 1991年11月29日 VHS収録 | 1988年10月9日 『日曜洋画劇場』                                                                                       |

## 作品の評価
Rotten Tomatoesによれば、12件の評論の全てが低評価である。
Metacriticによれば、9件の評論のうち、高評価は1件、賛否混在は3件、低評価は5件で、平均点は100点満点中32点となっている。

## 関連作品
日本では本作を原作にしたゲームソフトとして、コナミ（現・コナミデジタルエンタテインメント）が1986年にファミリーコンピュータ用ソフト『キングコング2 怒りのメガトンパンチ』、1987年にMSX2用ソフト『キングコング2 甦る伝説』を発売し、さらに1988年のファミコン用ソフト『コナミワイワイワールド』にもコングが登場した。